# شهرستان حصوین
حصوین (به عربی: مدیریة حصوین) یک ناحیه در یمن است که در استان مهره واقع شده‌است.

## خصوصیات
حصوین ۱۱٬۱۳۰ نفر جمعیت دارد.